# 胡马赖韦
胡马赖韦，884—895年在位，埃及突伦王朝的第二任君主，开国之君艾哈迈德的儿子，挥霍成性，用埃及的岁入兴建了豪华的宫殿，这座宫殿是伊斯兰教最著名的建筑物之一，他在这座宫殿里一个注满水银的池子放置了充满空气的羊皮褥子，并拴在四周的银柱上，这样的床能减轻他的失眠。同时，他还同阿拔斯王朝的哈里发联姻，由于荒淫糜烂的生活激起了人们的愤慨，895年他被侍卫杀死在卧榻上。王位转到了查伊什手中。